# تغییر شکل‌های افزایشی
در مکانیک جامدات، تجزیه و تحلیل پایداری خطی یک جسم الاستیک با استفاده از روش تغییر شکلهای افزایشی که بر پایه روش تغییر شکلهای محدود است، مورد مطالعه قرار می‌گیرد. از روش تغییر شکل افزایشی می‌توان برای حل مشکلات استاتیکی، شبه استاتیکی و مسایل وابسته به زمان استفاده کرد. معادلات حاکم بر حرکت از معادلات حاکم برمکانیک کلاسیک مانند ثابت بودن جرم و تعادل اندازه حرکت خطی و زاویه ای هستند که پیکربندی تعادل مواد را فراهم می‌کنند. چارچوب اصلی ریاضی مربوطه در کتاب اصلی  ریموند اوگدن، تغییر شکل‌های الاستیک غیر خطی، و در کتاب بیو ،مکانیک تغییر شکل‌های تدریجی، که مجموعه ای از مقالات اصلی او است، می‌باشد.